# ليس بالخبز وحده
ليس بالخبز وحده (Not by Bread Alone) (بالروسية: Не хлебом единым)‏ هي رواية للكاتب السوفيتي فلاديمير دودينتسيف، صدرت في عام 1956. نشرت الرواية مسلسسلة في مجلة «نوفي مير»، وأحدثت ضجة كبيرة في الاتحاد السوفيتي.
وتدور حول قصة المهندس الذي اخترع آلة لصب الأنابيب، تحدث ثورة في هذا المجال وتوفر الوقت والجهد والمال، لكن البيروقراطيين السوفيت رفضوا الموافقة على آلته، وتصور الرواية السلطات السوفيتية مكبلة للتقدم العلمي وعامل إحباط للشعب السوفيتي، وتعتبر الرواية ممثلة لفترة تاريخية معروفة في الاتحاد السوفيتي باسم «ذوبان خروتشوف».

## القصة

### ملخص
في وقت متأخر من عصر جوزيف ستالين، اخترع ديميتري لوباتكين آلة أحدثت ثورة في عملية صب الأنابيب، التي كانت حينها عملية صعبة وتستغرق وقتا طويلا. يعتقد لوباتكين، وهو شيوعي مخلص، أن اختراعه سيساعد الاقتصاد السوفييتي إذا تم استخدامه. على الرغم من مزايا الآلة، إلا أنها مرفوضة من قبل البيروقراطيين. وعندما يحصل لوباتكين على فرصة لبناء نموذج توضيحي في معهد بموسكو، يفضل خصومه آلة منافسة ثم يلغون آلة لوباتكين. يُعرض على لوباتكين فرصة للعمل على آلته لصالح الجيش، وهو ما يقبله، لكنه سرعان ما يتم القبض عليه واتهامه بنقل أسرار إلى عشيقه ناديا دروزدوفا، الزوجة المنفصلة لأحد المسؤولين الذين يعارضونه.
في المحاكمة، لوباتكين يسأل عن الأسرار التي أفشاها ليتهم بالخيانة، ويرد القضاة بأنه غير مسموح له بمعرفتها، لأن تلك الأسرار هي نفسها سرية. يرى أحد القضاة، وهو رائد شاب يدعى بادين، عبثية الإجراءات ويدافع عن لوباتكين. ومع ذلك، أدين المخترع وحُكم عليه بالسجن ثماني سنوات في معسكر عمل، مع إعلان بادين أنه سيكتب رأي مخالف. وعندما يحصل لوباتكين على إذن لتسليم أوراقه إلى ناديا، يقال له أن الأوراق قد أتلفت.
بعد عام ونصف، تمت مراجعة حالة لوباتكين، وتم الإفراج عنه وعاد لحياته الطبيعية. وجد أن نادية تمكنت من الحصول على أوراقه، وأن المصممين الذين قاموا ببناء النموذج التوضيحي استطاعوا بناء الآلة، وأن ماكينته تعمل في مصنع في جبال الأورال. وصدر أمر بإجراء تحقيق مع المسؤولين الذين منعوا لوباتكين، لكنهم تراخوا في إجراء التحقيقات، وتم ترقيتهم لاحقًا.
لوباتكين هو الآن مخترع محترم يكسب دخلا جيدا. يقترح المسؤولون، الذين يشكلون شبكة غير مرئية تحبط الأفراد، أنه يجب أن يشتري سيارة، أو تلفزيونًا، أو داتشا، وأن يصبح ضمنيًا مثلهم، لكن لوباتكين يقول، لا، سيستمر في قتالهم: «الإنسان لا يعيش بالخبز وحده إن كان صادقًا». يدرك لوباتكين أنه سيقضي حياته في محاربة البيروقراطيين.

## التأثير

### رد الفعل السوفياتي وعواقبه
في البداية، عكس رد الفعل الرسمي، كما ورد في صحيفى برافدا ودوريات أخرى، ثناءً متحفظًا على كتاب دودينتسيف. قرب نهاية عام 1956، بدأت الأجهزة الرسمية بمهاجمة المؤلف وكتابه. ومع ذلك، فإن هذا لم يغير موقف القراء، الذين استمروا في مدح الرواية وقارنوا منتقديها بالشخصيات السيئة فيها.
أشاد السكرتير الأول للحزب الشيوعي نيكيتا خروتشوف بالصور القوية لبعض الصفحات لكنه ذكر أن الرواية كانت «مزيفة في أساسها». كما اشتكى خروتشوف من أن دودينتسيف «حذف بشكل متحيز الحقائق السلبية لعرضها بشكل مغرض من زاوية غير ودية». انضم آخرون إلى خروتشوف، واتهموا الرواية بتشويه سمعة المجتمع السوفيتي. سرعان ما أصبحت أعماله غير قابلة للمس، وغرق في الفقر. وأعيد طبع كتاب ليس بالخبز وحده في الستينيات، بعد سقوط خروتشوف، ولكن كان يُنظر إليها على أنه طريقة لتشويه سمعة الزعيم السابق أكثر من تكريم المؤلف.  نُشر الكتاب باللغة الإنجليزية في عام 1957، وأشادت به صحيفة نيويورك تايمز لما قدمته من رؤى ثاقبة في الحياة السوفيتية. 
بينما أعيد نشر الكتاب في عامي 1968، 1979، ومرة أخرى خلال البيريسترويكا، ولم يثر رد الفعل هذا. أما القراء فنظروا إليه على أنه كتاب قديم عفا عليه الزمن. 

### استقبال الجمهور في روسيا
استقبل الجمهور الرواية بحفاوة كبيرة. بيعت أعداد نوفي مير التي تحتوي على الرواية في غضون ساعات. وذهب المشتركون في المجلة إلى المبنى للمطالبة بنسخهم. وانتظر القراء شهورًا للسماح لهم باستعارة نسخة من مكتبة.  سادت قوانين العرض والطلب في الاتحاد السوفيتي، وأمكن الحصول على نسخ من السوق السوداء بخمسة أضعاف السعر الأصلي. واستمرت موجة الإقبال الشديد تلك أكثر من شهرين، وتلقت نوفي مير مئات الرسائل، واستمر الفيضان حتى أواخر عام 1960.  جاءت إحدى الردود الحماسية من مكتب تابع للكي جي بي في لاتفيا.  كتب مدرس من بيلاروسيا إلى المؤلف:
أخيرًا، بدأ الأدب يتحدث عن مشاكلنا المؤلمة، عن شيء مؤلم أصبح، للأسف، ظاهرة نموذجية في حياتنا! أخيرًا ظهر كاتب رأى وحوشًا مفترسة تدخل حياتنا، وتتجمع معًا، وتقف كجدار في طريق كل شيء صادق ومتقدم وجميل! 

### استقبال الجمهور في الخارج
كتب الجاسوس والكاتب الشيوعي الأمريكي السابق ويتاكر تشامبرز في أواخر الخمسينيات من القرن الماضي - متأثرًا بشكل واضح بالكتاب: «حضارة تفترض أن ما يجب أن تقدمه للبشرية هو خبز وفير - لقد ماتت هذه الحضارة بالفعل. عاجلاً أم آجلاً ستعرفون أنها تختنق بشبع من ذلك الخبز الذي لا يستطيع الإنسان وحده أن يعيش به.»  كان تشامبرز أيضًا صديقًا شخصيًا لغريس لومبكين، مؤلفة كتاب لأصنع خبزي (1932).

## فيلم 2005
في عام 2005، أصدر مخرج موسفيلم ستانيسلاف غوفوروخين فيلم ليس بالخبز وحده المبني على الرواية. تزامنت الحملة الإعلانية للفيلم مع انتخابات مجلس الدوما الفرعية لعام 2005 في روسيا الاتحادية، وكان غوفوروخين مرشحًا من حزب روسيا المتحدة الحاكم. اشتكى خصمه الرئيسي، الكاتب فيكتور شندروفيتش، من أن الإعلانات عن الفيلم تشكل إعلانات سياسية غير قانونية لـ غوفوروخين، لكن المحكمة لم تقبل الشكاوى. 

## روابط خارجية
- ليس بالخبز وحده على مكتبة Lib.ru الإلكترونية باللغة الروسية
- ليس بالخبز وحده  في قاعدة بيانات الأفلام على الإنترنت (بالإنجليزية)
- ليس بالخبز وحده ملخص مفصل للرواية من موقع SovLit.net